# Index Catalogue
Pour les articles homonymes, voir IC.
L'Index Catalogue (IC) — appelé également Index Catalogue of Nebulae, Index Catalogue of Nebulae and Clusters of Stars, IC I ou IC II— est un catalogue de galaxies, de nébuleuses et d'amas d'étoiles qui sert de supplément au New General Catalogue. Il fut publié pour la première fois en 1895, et a été enrichi jusqu'à contenir plus de 5 000 objets, connus comme les objets IC.
Le catalogue fut compilé par John Dreyer dans les années 1880, qui le publia comme deux annexes (IC I& IC II) au New General Catalogue. Il récapitule les découvertes de galaxies, d'amas et de nébuleuses entre 1888 et 1907.